# Michał Żebrowski
Michał Jan Żebrowski (Warschau, 17 juni 1972) is een Pools acteur en zanger

## Discografie
- Zakochany Pan Tadeusz (1999)
- Lubię, kiedy kobieta (2001)
- Poczytaj mi tato (2002)
- Poczytaj mi tato 2 (2002)
- Poczytaj mi tato 3 (2003)
- Mały Książę (2009)
- Hans Christian Andersen Baśnie (2009)